# Philippe Mathot
Pour les articles homonymes, voir Mathot.
 (août 2024).
Si vous disposez d'ouvrages ou d'articles de référence ou si vous connaissez des sites web de qualité traitant du thème abordé ici, merci de compléter l'article en donnant les références utiles à sa vérifiabilité et en les liant à la section « Notes et références ».
Philippe Mathot est un homme politique ardennais, député de la Xe législature, vice-président du conseil général des Ardennes, chef d'entreprises, conseiller ministériel, directeur général de l'Agence pour la création d'entreprises, président de l'Agence de développement économique des Ardennes.

## Biographie

### Famille et études
Né à Charleville (Ardennes) le 30 novembre 1952, est le fils de Jacques Mathot et de Marthe Vany. Il est l'aîné de 5 enfants. Son père est un des pionniers de la grande distribution, faisant évoluer une entreprise familiale succursaliste Docks Ardennais vers la grande distribution (franchises Carrefour). Jacques Mathot est ainsi à l'origine  en 1970 du premier hypermarché du département des Ardennes, à Villers-Semeuse,.
Philippe Mathot est reçu au concours de ESCP (École supérieure de commerce de Paris) dont il sort diplômé en 1975.

### Parcours professionnel
Philippe Mathot rejoint l'entreprise familiale de distribution. Il est recruté par Promodès en 1979 et en dirige une société franchisée de 1982 à 1986, Il est ensuite directeur de la formation à la CCI des Ardennes. En 1990 il crée deux sociétés, dans le domaine du conseil d'une part et de la formation professionnelle d'autre part, qu'il cède en 1993 lors de son élection à l'Assemblée nationale.
Il recrée une entreprise privée de conseil, la société Philippe Mathot SA, spécialisée dans les missions à caractère économique et de développement local, qu'il anime de 1997 à 2000.

#### Nouveau parcours dans des agences de l'Etat ou en ministère, et en entreprise
De 2003 à 2005, Philippe Mathot devient conseiller auprès de Renaud Dutreil, ministre de la Fonction publique et de la Réforme de l’État puis ministre des PME, du commerce, de l'artisanat et des professions libérales. D'octobre 2005 à décembre 2010, il est aussi directeur général de l'Agence pour la création d'entreprises (APCE).

### Parcours politique
Philippe Mathot s'est engagé en politique depuis 1974, pour la campagne de Valéry Giscard d'Estaing à la présidence de la République française. Il milite ensuite au sein des mouvements politiques soutenant l’action de Valéry Giscard d'Estaing, les Républicains indépendants puis le Parti républicain. Il mène sa première campagne électorale en 1992 aux élections cantonales de Monthermé (Ardennes). Il arrive 2e au premier tour et perd l'élection face au conseiller communiste sortant et ancien député René Visse.

#### Député (1993-1997)
Il est investi candidat UDF-PR pour les élections législatives de 1993 dans la 2e circonscription des Ardennes. Arrivé en tête au premier tour, il l'emporte au second face au député socialiste sortant Gérard Istace.
Lors des élections législatives de 1997 provoquées par la dissolution décidée par Jacques Chirac, il perd son mandat. Arrivé en tête au premier tour, il arrive deuxième dans la triangulaire derrière Philippe Vuilque, député socialiste élu.
En 1997, il est candidat à la présidence du Parti républicain, mais le poste se joue en définitive entre Alain Madelin et Gilles de Robien. Alain Madelin l'emporte et donne à ce Parti républicain une nouvelle appellation, le parti Démocratie libérale.

#### Politique local

##### Au niveau municipal
En 1995, il est tête de liste RPR-UDF aux élections municipales à Charleville-Mézières, avec notamment comme collistier Lionel Vuibert, futur député des Ardennes. Arrivé en second au premier tour, il est battu par la coalition de gauche menée par Roger Mas au second. Chef de l'opposition pendant 6 ans, il ne se représente pourtant pas aux élections municipales de 2001.

##### Au niveau départemental
Il se présente aux élections cantonales de 1998 dans le canton de Renwez sous l'étiquette UDF. Arrivé deuxième en tête au premier tour, il est battu par le candidat socialiste, notamment du fait d'un mauvais reports de voix du candidat RPR.
En mars 2004, il devient vice-président du conseil général des Ardennes, et délégué aux affaires économiques. Dans ces fonctions, il tente de trouver un repreneur pour l'entreprise des Ateliers Thomé-Génot. Défavorable à la reprise de ce groupe par des investisseurs américains rapidement en déconfiture frauduleuse, il tente de relancer l'entreprise via un groupe français, mais cette tentative se solde par un échec malgré les aides publiques.

#### Retour en politique

##### Au sein de la majorité présidentielle
Il démissionne des Républicains après les présidentielles, et soutient le gouvernement d'Édouard Philippe.
Lors des élections régionales de 2021 dans le Grand Est, il est 3e sur la section Ardennes de la liste centriste menée par Brigitte Klinkert au niveau régional, et Miguel Leroy au niveau départemental. Il n'est pas élu.
Il adhère à Renaissance en 2022, à la création du parti, tout en restant Agir. En janvier 2023, il est élu président de Renaissance-Ardennes et donc membre de droit du Conseil National de Renaissance. Il est membre de la Commission Nationale d'Investiture de Renaissance pour les élections européennes de juin 2024.

## Distinctions
Philippe Mathot est chevalier de la Légion d'honneur[réf. nécessaire].